# Henk Nijdam
Hendrik "Henk" Nijdam (26 de agosto de 1935 — 30 de abril de 2009) foi um ciclista de estrada e pista holandês. Na pista, terminou em quinto na perseguição por equipes de 4 km nos Jogos Olímpicos de 1960 em Roma. Conquistou um ouro e bronze na perseguição individual no Campeonato Mundial em 1962 e 1963.
Suas melhores realizações na estrada foram vencendo o Tour de Olympia em 1964 e duas etapas do Tour de France em 1964 e 1966.
Henk era pai do ciclista Jelle Nijdam.